# 돈 룩 업
《돈 룩 업》(영어: Don't Look Up)은 2021년 개봉한 미국의 SF, 재난, 풍자, 블랙 코미디 영화로, 애덤 매케이가 각본과 감독을 맡고, 스콧 스터퍼가 제작에 참여하였다. 제니퍼 로렌스와 레오나르도 디카프리오를 필두로 케이트 블란쳇, 메릴 스트립, 티모시 샬라메, 롭 모건 등이 출연한다. 2021년 12월 24일 넷플릭스를 통해 공개될 예정이다.

## 줄거리
미시간 주립대의 천문학과 대학원생 케이트 디비아스키와 랜들 민디 교수는 태양계 궤도를 도는 혜성이 지구를 향해 날아오는 것을 관측한다. 혜성 궤도를 계산한 두 사람은 불과 6개월 안에 혜성이 지구에 반드시 충돌할 것이라는 것을 발견하고, 이를 NASA에 보고한다. 그리고 지구방위합동본부장 테디 오글소프와 함께 직접 백악관을 찾아가 대통령 영접을 기다린다. 그러나 새 장관 내정자의 구설수 처리로 여념이 없던 올린 대통령은 그들의 호소를 대수롭지 않게 넘겨 버린다.
오글소프는 백악관 대신 언론에 이를 공표하기로 한다. 케이트와 민디는 다소 가벼운 분위기에 토크쇼 '데일리 립'에 출연하게 되는데, 여기서도 그들의 이야기를 귀담아 듣기는커녕 연예인 스캔들에 묻혀 버린다. 심지어 분노한 케이트가 역정을 낸 덕분에 이들의 호소는 밈화되어 헛소리로 취듭당하고 만다. 덩달아 천문학에 조예가 없는 NASA 국장이 올린 대통령의 거대 후원자였던 탓에 과학계에서조차 이들의 주장은 묵살당한다. 그러나 시간이 지나, 중간선거를 앞두고 올린 대통령과 장관 내정자의 섹스 스캔들이 터지자 올린 대통령은 대중의 관심을 돌리기 위해 케이트와 민디의 의견을 주목하기로 한다. 그리고 정부긴급발표를 통해 혜성을 핵무기를 이용해 파괴하는 계획이 세워진다.
극우 성향의 퇴역 군인을 영웅으로 내세워 이루어진 계획은 그러나, 거대 IT 기업 배시(BASH)의 CEO이자 또 다른 대통령 후원자인 피터 이셔웰의 개입으로 급하게 철회된다. 이셔웰은 혜성에 수조 가치의 희토류가 포함되어 있으며 혜성을 파괴하는 대신 자신들의 드론을 이용해 쪼개어 채굴한다는 것이었다. 백악관은 이 계획을 채택하고 민디 교수를 과학 자문으로 임명한다. 또 다시 분노한 케이트는 시민들에게 이 사실을 알리려다가 FBI의 제지를 당한 뒤 체념한다.
이후 대중의 여론은 혜성 충돌을 걱정하는 이들과, 정부 프로파간다를 따라 혜성이 새 일자리를 창출할 것이라는 것을 믿는 이들, 또는 혜성이 존재하지 않는다고 여기는 이들 등으로 나뉜다. 민디 교수는 프로파간다 광고 등에 출연하며 유명세를 얻고, '데일리 립' 사회자인 브리와 외도를 하다가 아내에게 들키게 된다. 고향으로 돌아가 조용히 지내던 케이트 또한 그녀를 추종하던 청년 율과 친밀해진다. 그러나, 과학계의 동료 평가를 거부하는 이셔웰과 산으로 가는 계획을 더 견디지 못한 민디는 방송에서 진심으로 호소하며 대통령과 정부를 강하게 비판하기에 이른다.
이제 민디, 케이트, 오글소프는 혜성 충돌을 경고하며 대통령과 정부, 배시를 믿는 이들과 대립하며 '하늘을 올려다 보라'는 운동을 벌인다. 그 무렵 혜성 충돌이 임박해지며 육안으로 관측할 정도가 되자 이들의 경고는 사실로 드러난다. 그러나 러시아 등에서 독자적으로 계획하던 핵 요격 계획은 실패해 버리고, 마지막 남은 희망이었던 미국 정부와 배시의 드론 작전 또한 드론들이 파괴되며 실패한다. 인류는 지구 멸망이 도래했음을 알게 되고 혼란에 빠진다.
올린 대통령과 피터 이셔웰은 유력자들만을 모아 우주선으로 지구를 탈출하여 다른 정착할 행성을 찾기까지 냉동수면을 취한다. 민디 교수에게도 탑승 제안이 갔으나, 민디는 거절하고 대신 케이트, 오글소프와 자신의 가족들과 함께 종말을 맞는 것을 택한다. 마침내 지구는 혜성 충돌로 반파된다. 그리고 약 2만 년 뒤, 올린과 이셔웰의 우주선은 새로운 행성에 착륙하는 데 성공한다. 그러나 올린은 도착하자마자 그곳의 외계 동물에게 죽임을 당한다.

## 출연

### 주연
- 레오나르도 디카프리오 - 랜들 민디 역(더빙 : 강수진)
- 제니퍼 로렌스 - 케이트 디비아스키 역(더빙 : 조현정)

### 그 외 출연
- 롭 모건 - 클레이턴 "테디" 오글소프 역(더빙 : 정승욱)
- 조나 힐 - 제이슨 올린 역(더빙 : 변영희)
- 마크 라일랜스 - 피터 이셔웰 역(더빙 : 윤세웅)
- 타일러 페리 - 잭 브레머 역(더빙 : 시영준)
- 티모시 샬라메 - 율 역(더빙 : 박요한)
- 론 펄먼 - 베네딕트 드래스크 역(더빙 : 홍진욱)
- 아리아나 그란데 - 라일리 비나 역(더빙 : 안소이)
- 스콧 메스커디 - DJ 첼로 역(더빙 : 한복현)
- 케이트 블란쳇 - 브리 에번티 역(더빙 : 전숙경)
- 메릴 스트립 - 제이니 올린 대통령 역(더빙 : 이선주)
- 히메시 파텔 - 필립 카지 역(더빙 : 홍범기)
- 마이클 치클리스 - 댄 포케티 역
- 토머 시슬리 - 아둘 그렐리오 역(더빙 : 이광수)
- 멜러니 린스키 - 준 민디 역(더빙 : 배정미)
- 폴 길포일 - 스튜어트 심스 역(더빙 : 서문석)
- 코너 스위니 - 마셜 민디 역(더빙 : 김명준)
- 로버트 라도차 - 에번 민디 역(더빙 : 백승철)
- 헤티엔 박 - 조슬린 콜더 NASA 국장 역(더빙 : 김옥경)
- 로버트 조이 - 루이 테넌트 역(더빙 : 안용욱)

### 기타 출연진
- 설가은
- 문다인
- 김지성

## 한국어 버전
- 스튜디오: 애드원 스튜디오
- 연출: 박원빈
- 조연출: 김유하
- 번역: 김윤종
- 녹음: 김재경
- 믹싱: 공진욱

## 같이 보기
- 이중 소행성 방향 전환 평가